# Parafia Wniebowzięcia Najświętszej Maryi Panny w Dźwierznie
Parafia Wniebowzięcia Najświętszej Maryi Panny w Dźwierznie – parafia rzymskokatolicka, znajdująca się w diecezji toruńskiej, w dekanacie Chełmża. 